# Liliane Kandel
Pour les articles homonymes, voir Kandel.
Liliane Kandel , née le 13 novembre 1933 à Bucarest, est une sociologue et essayiste féministe française, membre du Mouvement de libération des femmes dès sa création et membre du comité de rédaction des Temps Modernes avec Simone de Beauvoir.

## Biographie
Elle nait en 1933 dans une famille juive et laïque en Roumanie, et elle part s'installer après la guerre en 1946 à Paris. Elle rentre au laboratoire de psychologie sociale de la Sorbonne (CNRS) pour diriger une section d'enquête et d'intervention sur l'enseignement supérieur et de l'éducation.
Dans les années 1970, elle participe au Mouvement de libération des femmes,,,. Elle s'engage en faveur du droit à l'avortement, après avoir elle-même avorté à un moment ou cette pratique était illégale en France. Relisant tout le corpus philosophique qui a conduit sa formation à l'université, elle s'aperçoit de l'absence d'une réflexion sur le genre. Elle se rapproche alors de féministes radicales, matérialistes et opposées à l'essentialisme. Le groupe rencontre Simone de Beauvoir et de cette rencontre nait sa participation à  un numéro spécial des Temps Modernes sur le sexisme intitulé «Les femmes s'entêtent». Elle codirige ensuite la série des Temps Modernes intitulées «Chroniques du sexisme ordinaire» de 1973 à 1983.
Elle fait partie du Groupe d'Études Féministes (GEF) une initiative visant à rapprocher féminisme et recherche universitaire fondée par Françoise Basch et Michelle Perrot qui comprend aussi : Marie-Jo Bonnet, Josée Contreras, Christine Fauré, Geneviève Fraisse, Lydia Elhadad, Ginette Lemaître, Françoise Picq et Nadja Ringard. Le groupe se réunit dès janvier 1975.
En 1979 elle s'engage contre la tentative du groupe Psychanalyse et politique du MLF de s'approprier le logo du MLF.
Elle est membre du comité de rédaction des Temps modernes de 1973 à 1983 et membre du jury du Prix Simone de Beauvoir.
En 1980, elle rejoint le Centre d'enseignement, de documentation et de recherches pour les études féministes (CEDREF) de l'Université Paris VII créé par Claude Zaidman. En 1994, elle devient co-responsable du groupe de recherche.
Dans son ouvrage Féminismes et Nazisme elle publie les actes d'un colloque donné  en hommage à Rita Thalman en 2004 elle s'intéressant à la condition des femmes sous le Troisième Reich,,,,. Le colloque et les actes du colloque publié questionnent le silence du mouvement féministe d'après guerre sur l'antisémitisme, la Shoah et le révisionnisme.

## Prises de positions
En 2021 elle signe une tribune publiée dans l'Express critiquant la notion d'autodétermination pour les enfants transgenres. Elle se déclare sceptique face aux modes de dénonciation féministes sur les réseaux sociaux, préférant s'en référer à la loi pour exiger la réparation des injustices. Concernant la question de la pédophilie, elle met en cause l'esprit de mai 68, qui selon elle a pu faire croire que le dernier bastion de la pensée bourgeoise était constitué par l'interdiction de la pédophilie.
Elle se réclame d'un féminisme universaliste et signe une tribune avec 55 féministes qui « appellent les parlementaires à renforcer le projet de loi séparatisme en débat à l’Assemblée nationale ».

## Publications
- Liliane Kandel, Féminismes et Nazisme, O. Jacob, 2004 (ISBN 2-7381-1369-9, 978-2-7381-1369-6 et 2-7381-1369-9, OCLC 417593766, lire en ligne)[10],[11].
- Claudie Weill, « CEDREF, Féminismes et nazisme, sous la direction de Liliane Kandel, Publications de l'Université Paris 7 Denis Diderot. 1997, (en hommage à Rita Thalmann) », L'Homme et la société, vol. 129, no 3,‎ 1998, p. 152–153 (lire en ligne, consulté le 8 janvier 2022).
- Du politique au personnel : le prix d’une illusion, Crises de la société, féminisme et changement, Groupe d’études féministes de l’université Paris 7 (G.E.F.), Revue d’en face, éditions Tierce, 1991, p. 26[19].
- Avec Simone de Beauvoir. Volume 1, Les Années MLF., 2020 (ISBN 978-2-491810-01-6 et 2-491810-01-8, OCLC 1224255091, lire en ligne).